# براون–فورمن
براون-فورمن (انگلیسی: Brown–Forman) شرکت نوشیدنی آمریکایی است، که در سال ۱۸۷۰ تأسیس شد.